# Blue Ocean Strategy
Blue Ocean Strategy er et ledelsesbegreb fra erhvervslivet formuleret af professor W. Chan Kim og Renée Mauborgne fra business-skolen INSEAD i Frankrig.
Blue ocean strategi – handler om at finde og udvikle en strategi i virksomheden, der gør virksomheden unik på markedet. I stedet for at fokusere på den vante konkurrencementalitet, som for eksempel priskonkurrence, søger Blue Ocean-virksomheder at skabe markedsfordele ved hjælp af kreativitet og nye idéer.
Teorien er, at ingen virksomheder og brancher har konstant succes. Virksomheder skal derfor ikke holde fast i bestemte handlemønstre, men hele tiden omtænke den måde de markedsfører, sælger og kommunikerer på deres marked. Virksomheder skal tænke ud af boksen og finde deres helt unikke forretningsområde. På den måde bliver konkurrence stort set overflødig.
Det røde ocean symboliserer markeder med dødelig hård konkurrence. Det blå ocean symboliserer unikke markedspositioner, hvor konkurrencen er minimal.
Blue ocean strategien er blevet kritiseret for ikke at være nytænkende i sit analyseapparat, idet den ligger tæt op ad den konklusion Michael E. Porter når til i sin Five Forces teori (se konkurrenceanalyse), nemlig at virksomheden ud fra en analyse af de fem kræfter (kunderne, konkurrenterne, leverandørerne, substituerende produkter og truslen af nye spillere på markedet) skal formulere en strategi,
hvor den udnytter sine kernekompetencer optimalt og redefinerer måden at konkurrere på. En af de primære fordele ved Blue ocean strategien er metodeapparatet der ligger bag, og i bogen af Chan og Renée er der gennemgået nogle let overskuelige og særdeles relevante modeller som kan hjælpe virksomheden med at udvikle sin strategi. der er endvidere udviklet "spil" som understøtter disse modeller, eks. BreakAway, som er et dansk udviklet spil.

## Blue Ocean-virksomheder
Som eksempler på Blue Ocean-virksomheder er nævnt Novo Nordisk, Apple, The Body Shop, Starbucks og det canadiske cirkusshow Cirque de Soleil. I 2006 har Jyske Bank lanceret en ny strategi for bankvirksomhed ud fra tankegangen om det blå ocean.

## Bøger
- W.Chan Kim & Renée Mauborgne, Blue ocean strategy – De nye vinderstrategier, 2005 ISBN 87-7664-045-0
- Jørgen Lægaard & Poul Kristian Mouritsen, Jyske Bank på det blå ocean – Om at gøre en forskel, 2007 ISBN 978-87-7692-099-9